# Caplletra
|  | Aquest article tracta sobre un tipus específic de lletra. Vegeu-ne altres significats a «Caplletra (revista)». |

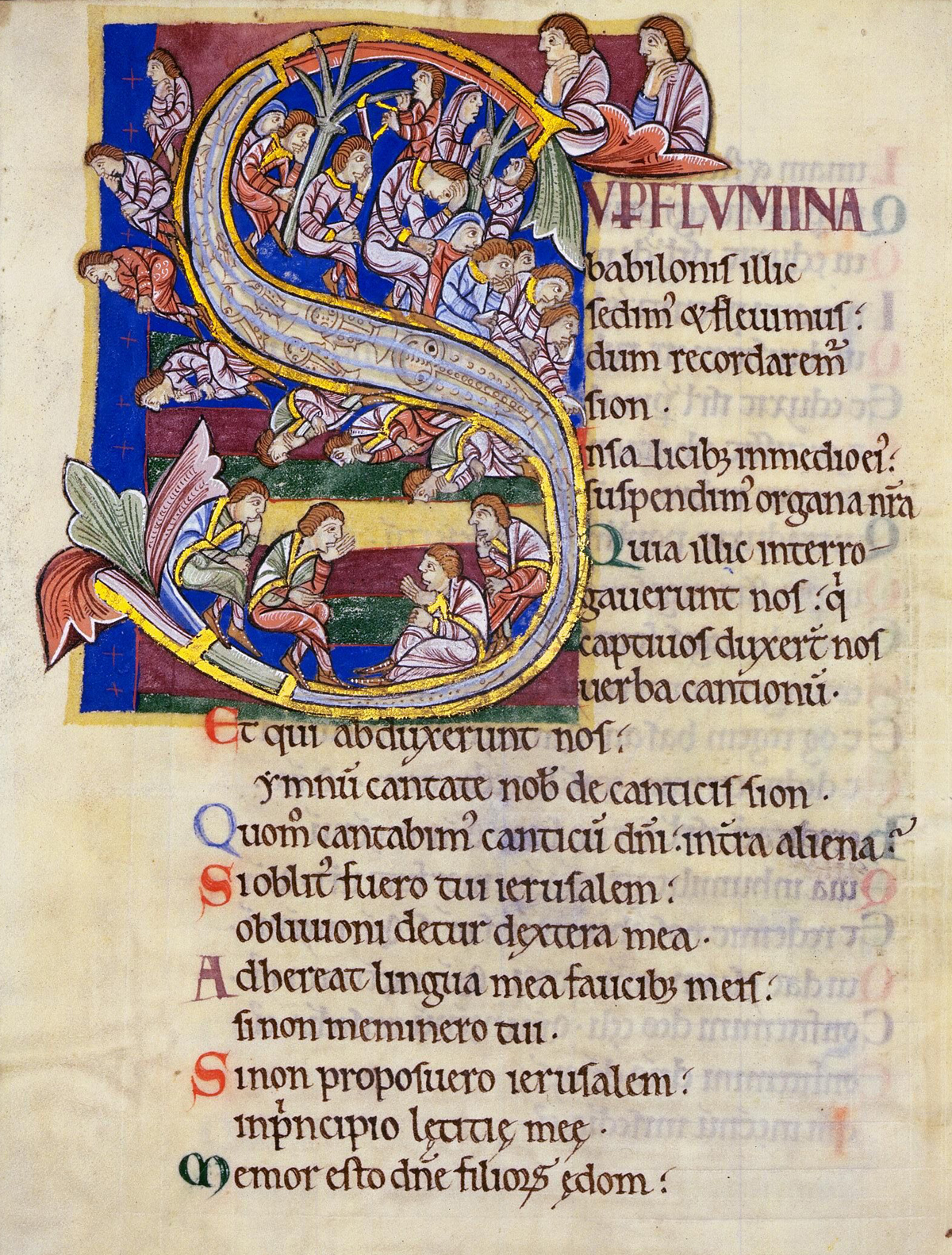
Caplletra a un manuscrit del.

La caplletra és una lletra majúscula inicial del primer mot d'un text, llibre, capítol, paràgraf, etc., que ha estat ornamentada amb fins estètics. En les formes més primigènies i simples per obtenir aquest efecte estètic la majúscula inicial s'escrivia al marge del text; aquesta metodologia perdurà llargament i pot ser observada per exemple en els manuscrits del monestir de Santa Maria de Ripoll. Els precedents de la caplletra són les ornamentacions en forma de lletra que consistien generalment en entrellaçats geomètrics, per bé que posteriorment prengueren complexitat i aparegueren ornamentacions florals, zoomorfes i antropomorfes. La caplletra pròpiament dita aparegué posteriorment i es caracteritzava per la lletra corresponent que emmarcava una escena al·lusiva al conjunt del text. Amb l'aparició de la impremta al segle XV es continuà atorgant una paper preponderant a la caplletra fins ben entrar el segle xvii.